# Папа Гргур IX
Гргур IX (око 1145 — 22. август 1241), рођен као Уголино (Иго) Конти, је био 178. папа. На папску столицу дошао је 19. марта 1227. године наследивши папу Хонорија III. Познат је као оснивач институције инквизиције која је судила и кажњавала особе оптужене за јерес.

## Детињство и младост
Рођен је у италијанском граду Анањију између 1145. и 1170. године. Школовао се у Паризу и Болоњи. Био је кардинал цркве Светог Еустахија. На ово место поставио га је рођак, папа Иноћентије III, децембра 1198. године. Осам година касније унапређен је у чин епископа Остије. Године 1218. или 1219. постао је члан светог колегијума кардинала. Папа Хонорије га је, на захтев Светог Фрање, именовао 1220. године кардиналом заштитником Фрањеваца. Још пре понтификата, Гргур је стекао много познанства са утицајним европским племством међу којима је била и енглеска краљица Изабела Анголемеска, супруга Јована без Земље.

## Понтификат
Гргур је имао преко 80 година када је ступио на папску столицу 1227. године. Узео је име Гргур јер је дужност преузео у манастиру Светог Гргура. Године 1231. решио је спор између париских научника и локалних власти. Узнемирен ширењем јереси у Шпанији и Француској, папа Гргур је 1233. године основао папску инквизицију, установу која је судила особама птуженим за јерес. Сам Гргур никада није одобрио тортуру као средство за постизање признања или покајања. Године 1234. папа Гргур припремио је Nova Compilatio decretalium у коме је сакупио и систематизовао мноштво папских прогласа који потичу још од раног средњег века. Дело је први пут штампано у Мајнцу 1473. године.
Папа Гргур водио је антијеврејску политику. Јеврејима су ограничена права, а одређено је да они морају бити у стању политичке потчињености све до Судњег дана. Године 1230, Никола Донин, Јеврејин преобраћен у хришћанство, превео је Талмуд и објавио 35 оптужби против папе Гргура IX због богохуљења. Десет година касније одржана је расправа на двору француског краља Луја IX. Донин је осуђен, а његови примерци Талмуда су спаљени. Око 12.000 рукописних Талмуда спаљено је 12. јуна 1242. године у Паризу.
Папа Гргур је подржавао просјачке редове и Тевтонске витезове. Био је пријатељ са Светим Домиником и Кларом Асишком. Канонизовао је Елизабету од Угарске, Доминика Гузмана, Антуна Падованског и Фрању Асишког који му је био и пријатељ. Подржавао је Северне крсташке ратове и покушавао је да Русију преобрати у католицизам (углавном Псковску и Новгородску републику). Гргур је од Ливонског реда затражио да пошаљу трупе које ће Финску бранити од Новгородске републике током Финско-новгородских ратова.

### Сукоб са Фридрихом II
Гргуров понтификат обележен је борбом са светоримским царем Фридрихом II. Фридрих је за цара крунисан 22. новембра 1220. године у Риму након што се заклео да ће покренути војску у Свету земљу. Фридрих, међутим, није одржао обећање те је Гргур свој понтификат започео екскомуникацијом светоримског цара. Фридрих је са припремама започео 1227. године. Почео је да укрцава војску у Јужну Италију која је такође била под његовом контролом. Годину дана раније, Фридрих се оженио Јоландом Јерусалимском, ћерком и наследницом покојног јерусалимског краља Јована Бријена. Папа није био задовољан покретањем новог похода јер Фридрих није питао њега за дозволу.
Папа се користио Фридриховим одсуством у Шестом крсташком рату да нападне светоримске поседе на Сицилији. По освајању Јерусалима, Фридрих је послао војску на папине снаге. Папа и цар закључили су примирје, али, након победе Фридриха над Ломбардским савезом 1239. године, сукоб се поново распламсао. Фридрих је поново екскомунициран 1239. године. Гргур га је прогласио јеретиком, а позвао је и савет у Риму да на цара баци анатему. Фридрих одговара анексијом великих делова папске државе, протеривањем проповедника из гвелфских градова и претњом да ће заузети Венецију, која је бродовима потпомагала напад на Сицилију. Фридрих је током децембра 1239. заузео велики део Тоскане, а запретио је и заузимањем Рима. Након неуспешне опсаде Рима враћа се у јужну Италију похаравши при томе папин посед Беневенто. Мировни преговори су се наставили, али без резултата.
Даљи сукоби окончани су смрћу папе Гргура 22. августа 1241. године. Була папе Гргура Vox in Rama први је документ у коме је црна мачка представљена као инкарнација Сатане.